# アイス-T
アイス-T（Ice-T、アイス ティー、1958年2月16日 - ）は、アメリカ合衆国出身のヒップホップMC、DJ、ロックミュージシャン、音楽プロデューサー、作家、俳優、元アメリカ陸軍兵士。グラミー賞２回受賞。

## 来歴
本名、トレイシー・マロウ（Tracy Marrow）。O.G.（オリジナル・ギャングスタ）とのニックネームも持つ。ニュージャージー州・ニューアーク市に生まれた後、家族はニューアーク近郊の裕福な郊外サミット市に引っ越す。12歳で両親を亡くし近くに住む叔母に引き取られたが、間もなく別の叔母の住むロサンゼルスに移住。2007年現在はニュージャージー州バーゲン郡に在住。彼はアフリカ系アメリカ人ではあるが、彼の母親がフランス人と黒人との混血であるため、フランス人の血が1/4流れている。
過去にクリップスに在籍していた経歴を持ち、彼のラップはそれらの経験などから生まれる生々しい表現が特徴として挙げられ、ラッパーとしてはドクター・ドレーなどと同様にギャングスタ・ラップの草創期に活躍した。
後にヘヴィメタルバンド、ボディ・カウント (Body Count) のボーカリストとしても活動を開始する。デビューアルバム『BODY COUNT』に収録された楽曲『Cop killer』に注目が集まり、大きな社会問題となった。
「Ice-T」の名前はギャング小説作家のアイスバーグ・スリムから採られたものであり、アイス-T自身も、彼の影響を受けて高校在籍中にギャング小説を執筆している。
幼くして両親を亡くしカリフォルニア州ロサンゼルスの叔母のもとへ引き取られたアイス-Tは、やがてロサンゼルスのギャンググループ・クリップスの傘下West Side Rollin 30sへ加入、ハスラーとしての活動を開始した。また、高校在籍時からラップに興味を持ち、クラスメイトなどにもしばしば自作のラップを披露していた。やがて、ロサンゼルスのクラブに定期的に出演していたことをきっかけとして、映画『ブレイクダンス』にて俳優デビューを飾ると、後に製作された『ブレイクダンス2』ではラップも披露している。1987年にサイアー・レコード（ワーナー・ブラザース・レコードの傘下のレーベル）からメジャーデビューを果たすと、実際にギャングとして活動していた自身のストリートライフを歌ったラップがデニス・ホッパーの耳に留まり、同年に作成された映画『カラーズ 天使の消えた街』の主題歌を任されることとなった。このときの提供曲である『Colers』が好評を得たのを機に、以降、作品の発表を重ねる毎にアイス-Tのラップは彼特有の独自性を兼ね備えて行く。1991年、映画『ニュー・ジャック・シティ』に出演。同作のサウンドトラック盤にも収録されている『New Jack Hustler』を収録したアルバム『O.G. Original Gangster』は自身の最高セールスを記録し、ギャングスタ・ラップの代表的MCとしての地位も確立して行く。

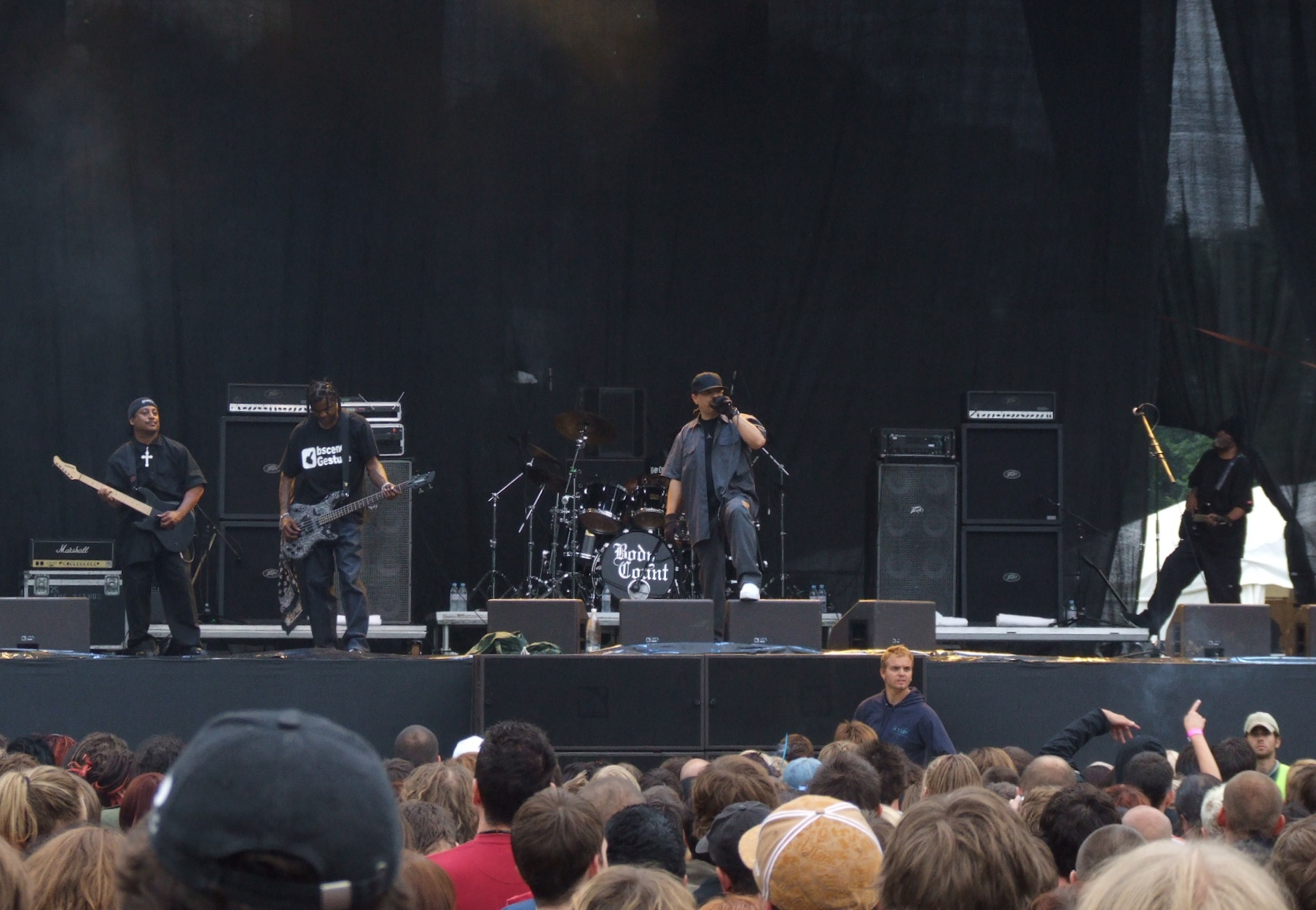
ボディ・カウント - チェコ・プラハ公演（2006年8月）

この『O.G. Original Gangster』に収録されている楽曲のうち、『BODY COUNT』のみがハードロック曲となっているが、これはアイス-Tがロサンゼルスの友人達と共に結成し、自身がボーカリストを務めるヘヴィメタルバンド・ボディ・カウントが演奏したものである。Ice-Tは少年時代の頃から、チープ・トリックやモット・ザ・フープル、ディープ・パープルなどを始めとしたハードロック・ヘヴィメタル系の楽曲も多く聴き込んでおり、自身のヒップホップ作品でもマイク・オールドフィールドやブラック・サバスなどの楽曲をサンプリングしている等、彼の音楽的感性はヒップホップだけではなく他のジャンルにも向けられていた。やがて、1992年3月31日にはボディ・カウントとしても正式にメジャーデビュー、ファーストアルバム『BODY COUNT』を発表する。このアルバムに収録された楽曲『Cop killer』は警察官の汚職や腐敗をテーマとして描かれた曲であったものの、歌詞内容に「一部警察機関、及び当時の副大統領への著しい侮辱的表現がある」等と問題視され、発売元であるサイアー・レコード、並びにワーナー・ブラザース・レコードは作品の回収・発売中止を行った（後に当該曲を除いた版を再発している）。これを受けたリスナー、特にロス暴動の時期と重なったことからもアフリカ系アメリカ人やその団体からは『言論（表現）の自由』や『他アーティストの作品との比較』といった側面から、「（発売元の所在地がテキサス州の為）ダラス警察や行政機関等からの不当な圧力がかけられた」とする批判が挙がるなど、大きな議論を呼んだ。なお、アイス-Tがボディ・カウントとしての活動を開始した当初、音楽評論家らの見解は「寄り道的なお遊び企画」との見方も強かった。
また『BODY COUNT』とは別に、スレイヤーとコラボレーションして映画『ジャッジメント・ナイト』サントラ曲『Disorder』を製作している。
以降、アイス-Tは、ラッパー・ミュージシャンとしての活動と並行して、映画俳優・テレビ俳優としても精力的に活動しており、現在までに多数の映画やテレビドラマにも出演している。2013年には初監督のドキュメンタリー作品『アート・オブ・ラップ』が公開された。

### 人物
アイス-Tのインディーズ時代の音源を収録したアルバム『COLD AS EVER』に同封された二木崇による解説文では『昔カタギの“義”を重んじる男』と評されている。彼の仲間意識はクリップスに所属していた頃に培われた部分も大きいが、少年時代に黒人コミュニティで過ごした経験や、軍隊に属していた経験（ニガーと呼ばれ虐げられたこと）なども彼の信条に関わっており、ブラック・ウフル（レゲエアーティスト）とのシングル曲の収益金をロス暴動後の復興援助策として寄付、ライムシンジケートというギャング更生を兼ねたヒップホッププロダクションの立ち上げ（現在は活動休止中）や、その所属アーティストの傾向などにも隔たりが無い、といった行動に現れていると同者は考察している。また、前述の通りボディ・カウントというヘヴィメタルバンドを興すなど、ヒップホップ以外の音楽に対しても見識深く、ペリー・ファレルの主催したロラパルーザへの参加や、モーターヘッド、ブラック・サバスとは映画のサウンドトラック製作や楽曲でのコラボレーションの形で交流を持つなど、ハードロック・ヘヴィメタル界のアーティストとの面識、交流関係も幅広い人物と見られている。
一方、コンバーチブルタイプのシボレー・インパラ（1964年式）を始め、数台のインパラを所有（他にロールス・ロイスやフェラーリなども所有）しており、またポルシェショップを経営する等、車好きとしても知られている。先述の64年式のインパラは『ローライダーマガジン』（日本語版は芸文社より刊行）の主催するドレスアップ・カーショー『L.A.スーパーショー』にエントリーされ、同誌でもインタビュー等を通して取り上げられている。これらIce-Tのローライダーへの嗜好は、彼がロサンゼルスに住んでいた頃、チカーノギャングとも交友関係があった（チカーノラップの先駆者として知られるキッド・フロストとも当時から面識がある）ことに関連しており、彼らとの交流を通してローライダー文化に興味を持つようになっていったと、上記解説文にある。

### 私生活
1976年、ガールフレンドとの間に娘が生まれている。1992年にはDarlene Ortizとの間に息子が生まれた。2001年には水着モデルのココ・オースティンと結婚した。

## ディスコグラフィ

### アルバム
- Rhyme Pays （1987年）
- Power （1988年）
- The Iceberg/Freedom of Speech...Just Watch What You Say （1989年）
- O.G. Original Gangster （1991年）
- Home Invasion （1993年）
- VI - Return of the Real （1996年）
- The Seventh Deadly Sin （1999年）
- Gangsta Rap （2006年）

### 著書
- 『俺の色は死だ Ice-T』（1994年） ISBN 4-938339-11-0

## 主な出演作品

### 映画
| 公開年 | 邦題 原題                                                           | 役名                     | 備考                         |
| ------ | ------------------------------------------------------------------- | ------------------------ | ---------------------------- |
| 1984   | ブレイクダンス Breakin                                              | ラッパー                 |                              |
| 1984   | ブレイクダンス2 ブーガルビートでT.K.O Breakin' 2: Electric Boogaloo | ラッパー                 |                              |
| 1991   | ニュー・ジャック・シティ New Jack City                              | スコッティ・アップルトン |                              |
| 1991   | リコシェ Ricochet                                                   | オデッサ                 |                              |
| 1992   | トレスパス Trespass                                                 | キング・ジェームズ       |                              |
| 1994   | サバイビング・ゲーム Surviving the Game                             | ジャック・メイソン       |                              |
| 1995   | タンク・ガール Tank Girl                                            | T-セイント               |                              |
| 1995   | JM Johnny Mnemonic                                                  | J・ボーン                |                              |
| 1997   | アリッサ・ミラノの堕落の園 Below Utopia                             | ジム                     |                              |
| 1997   | ワイルド・ガン Mean Guns                                            | ヴィンセント・ムーン     |                              |
| 1997   | クレイジー・シックス Crazy Six                                      | ラウル                   | ビデオ映画                   |
| 1997   | Rhyme＆Reason ライム&リーズン Rhyme & Reason                        | -                        | ドキュメンタリー             |
| 1998   | ロー・アンド・オーダー/切り裂かれた死体 Exiled                      | -                        | テレビ映画                   |
| 1999   | ステルスファイター Stealth Fighter                                  | オーウェン・タナー       | 出演・製作総指揮             |
| 1999   | アトランティック・プロジェクト Final Voyage                         | ジョセフ                 |                              |
| 1999   | アステロイド2 Judgment Day                                          | マシュー・リース         | ビデオ映画 出演・製作総指揮  |
| 1999   | アンド・ジャスティス 'N JUSTICE Corrupt                             | Corrupt                  | 音楽・出演・製作             |
| 2000   | 乱気流/ファイナル・ミッション Sonic Impact                          | タヤ                     |                              |
| 2000   | The Wrecking Crew -破壊部隊- レッキング・クルー The Wrecking Crew   | メナス                   | 音楽・出演・製作             |
| 2000   | サンダーボール The Alternate                                        | ウィリアムズ             |                              |
| 2000   | マーシャルアーツ・ガード ディサイプルス The Disciples               | ザ・センセイ             | テレビ映画                   |
| 2001   | スコーピオン 3000 Miles to Graceland                                | ハミルトン               |                              |
| 2001   | ディフェンダー Guardian                                             | マックス                 |                              |
| 2001   | 沈黙のテロリスト Ticker                                             | テロリストの指導者       |                              |
| 2001   | アブレイズ Ablaze                                                   | アルバート・デニグ       |                              |
| 2001   | クライム・クリスマス ～ニューヨークの白い粉～ 'R Xmas               | 誘拐犯                   |                              |
| 2001   | 覗き窓 シークレット・ゲーム Kept                                    | ジャック                 |                              |
| 2002   | スペース・オデッセイ Stranded                                       | ジェフリーズ             | ビデオ映画                   |
| 2005   | FUCK Fuck                                                           | -                        | ドキュメンタリー             |
| 2009   | グッド・ヘアー ～アフロはどこに消えた?～ Good Hair                  | -                        | ドキュメンタリー             |
| 2010   | アザー・ガイズ 俺たち踊るハイパー刑事! The Other Guys               | -                        | ナレーター（クレジット無し） |
| 2019   | アグリードール UglyDolls                                            | ペギー                   |                              |

### テレビシリーズ
| 公開年    | 邦題 原題                                                      | 役名                                  | 備考                      |
| --------- | -------------------------------------------------------------- | ------------------------------------- | ------------------------- |
| 2000-     | LAW & ORDER:性犯罪特捜班 Law & Order: Special Victims Unit     | オダフィン・チュチュオーラ刑事        | レギュラーで367エピソード |
| 2005      | ロー&オーダー Law & Order                                      | オダフィン・チュチュオーラ刑事        | 1エピソード               |
| 2011-2013 | 30 ROCK/サーティー・ロック 30 Rock                             | アイス・T／フィン・チュチュオーラ刑事 | 3エピソード               |
| 2014-2016 | シカゴ P.D. Chicago P.D.                                       | オダフィン・チュチュオーラ刑事        | 3エピソード               |
| 2016      | アンブレイカブル・キミー・シュミット Unbreakable Kimmy Schmidt | アイス・T                             | 1エピソード               |

### ゲーム
- Def Jam Fight for NY（本人役・楽曲も提供している）
- グランド・セフト・オート・サンアンドレアス（マッド・ドッグ役）

## 参考
- ソーレン・ベイカー『ギャングスター・ラップの歴史 スクーリー・Dからケンドリック・ラマーまで』塚田桂子訳・解説、DU BOOKS、2019年9月。